# Baliza de Cabo Home
La baliza de cabo Home es una baliza situada en cabo Home, al sur de Cangas de Morrazo, en la provincia de Pontevedra, Galicia, España. Está gestionada por la Autoridad Portuaria de Vigo.
Su linterna situada a 38 metros de altura sobre el mar, está formada de tres linternas, la principal, la auxiliar y la de emergencia. Su luz es blanca y destella cada 3 segundos llegando a las 9 millas en el sector entre los rumbos 90°-180°.

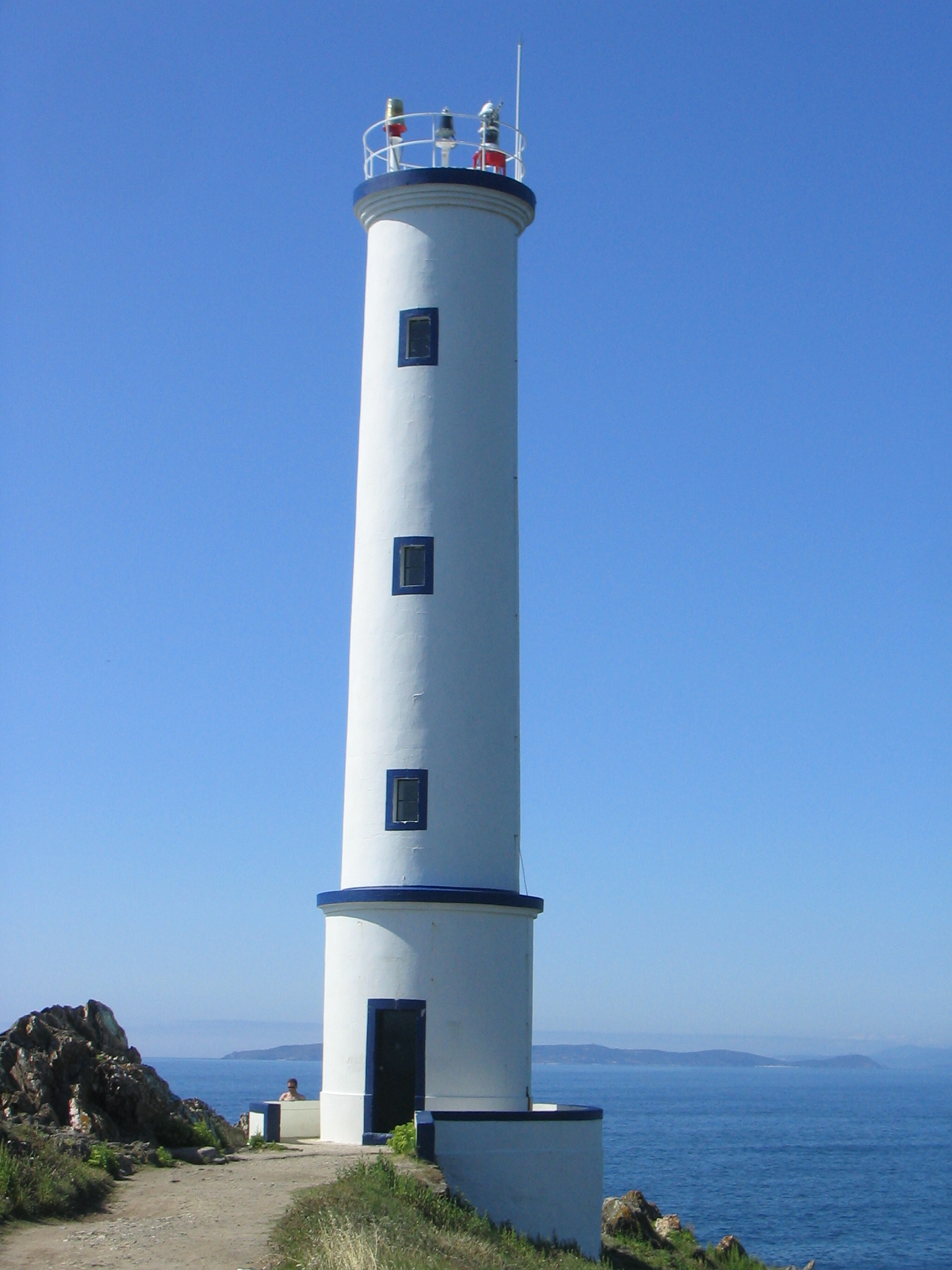
Faro de cabo Home

- Características

N.º Internacional:  D-1876
Situación: Latitud 42° 15,20 N Longitud 8° 52,30 W
Datos Técnicos: Señal luminosa enfilación
Luz Anterior: a 815 metros hacia el sur (Punta Subrido)
Enfilación: 129°
Tipo de Marca: Torre cilíndrica blanca.
Altura del Plano Focal: 38 metros.
Altura del Soporte:  18 metros.
Características de la Luz: D
Ritmo de la luz: L 1 oc 2
Periodo de la luz 3.0 segundos.
Color de la luz: BLANCO
Sector: Vis 90°-180°
Alcance Nominal Nocturno: 9 Millas

## Historia
Junto al faro de Punta Subrido marca la entrada norte de la ría de Vigo. Se trata de una torre cilíndrica de 19 metros de alto. Se encuentra en la punta occidental del cabo Home, a 8 kilómetros de Cangas de Morrazo y a 815 metros del faro de Punta Subrido.